# Eleições legislativas nas Seicheles (2007)
As eleições legislativas de 2007 nas Seicheles realizam-se em três dias consecutivos, nos dias 10, 11 e 12 de maio de 2007 e nelas são eleitos os 34 deputados do Parlamento daquele país insular.
O Parlamento é renovado a cada cinco anos, sendo 25 dos mandatos eleitos por maioria simples e os restantes nove eleitos por representação proporcional.
A população do país, estimada em 2006, é de 81.541 habitantes, dos quais estão recenseados para estas eleições cerca de 65.000 eleitores.
Estas eleições são vistas pela oposição como um referendo a três décadas de domínio da Frente Progressiva do Povo Seichelense.

## Antecedentes
O Presidente das Seicheles, James Michel dissolveu o parlamento em Março de 2007, depois de os membros da oposição boicotarem as sessões durante cinco meses em protesto contra um voto que lhes recusava a atribuição da licença de uma estação radiofónica.
Na assembleia que agora se dissolve a Frente Progressiva do Povo Seichelense estava em maioria absoluta com 23 assentos (54,30% dos votos) e o Partido Nacional das Seicheles detinha os restantes 11 (42,6%). O Partido Democrático das Seicheles obteve ainda 3,1% dos votos, não conseguindo eleger qualquer deputado.
Concorrem a estas eleições 50 candidatos, entre os quais 6 mulheres. 25 dos candidatos concorrem peloi partido governamental e os restantes 25 pelo principal partido da oposição, o Partido Nacional das Seicheles.

## Votação

### 10 de Maio
Neste primeiro dia de eleições nas Seicheles foram a votos os residentes das ilhas mais remotas do arquipélago e ainda alguns grupos profissionais específicos como os enfermeiros, jornalistas, pilotos e bombeiros, polícias e médicos.

### 11 de Maio
O Segundo dia foi destinado à votação da maioria das ilhas à excepção das mais remotas e das três principais.

### 12 de Maio
O último dia das eleições ficou reservado para as eleições nas três principais ilhas, Mahe, Praslin e La Digue.

## Resultados
A constituição do parlamento não sofreu qualquer alteração em termos numéricos.
A governamental Frente Progressiva do Povo Seichelense ganhou uma vez mais, com maioria absoluta, as eleições legislativas nas Seicheles, garantindo 23 dos 34 lugares do parlamento. Os restantes 11 lugares ficam a cargo do Partido Nacional das Seicheles.